# Ping Ping (zanger)
Ping Ping, ook wel Ping Pong, artiestennaam van Eddy Helder (1923/1924), was een Surinaams zanger. Hij had begin jaren 1960 enkele hits, waaronder de internationale hit Sucu sucu.

## Biografie
Eddy Helder begon in 1952 met zijn zangcarrière, samen met het orkest van Eddy Gaddum in Antwerpen. In de beginperiode had hij succes met de mambo Angelitos negros, een lied dat in 1942 voor het eerst op een plaat werd uitgebracht en waarvan tientallen covers bestonden. Zelf bracht hij het niet uit op een plaat. Ondertussen trouwde hij een Vlaamse met wie hij in de tweede helft van de jaren 1950 drie kinderen kreeg.
Muzikaal begeleid door het orkest van de Belgische bandleider Al Verlane, kwam hij in december 1960 met zijn Spaanstalige single Sucu sucu. Dit was een vroege cover van de Boliviaanse singer-songerwriter Tarateño Rojas van een jaar eerder, waarna er nog tientallen covers volgden in bijna tien verschillende talen. Alleen al in Duitsland werden rond de 100.000 singles verkocht en het nummer werd daarnaast een hit in Nederland en België. In Duitsland volgden ook nog hits met Marianne en Esperanza.
Helder gaf optredens voor de Nederlandse en Deense televisie en was te zien in muziekfilms op de Duitse (WDR) en Belgische televisie (RTB). In Nederland trad hij op in Heerlen en in Blokker.